# حق الرفض
حق الرفض هو خيار انتخابي مقترح في الهند يسمح للناخبين الذين لا يدعمون أيًا من المرشحين المتاحين لهم بتسجيل صوت انتخابي رسمي يتمثل في اختيار الخيار «لا أحد من المذكورين أعلاه»، وهو أمر غير مسموح به حاليًا بموجب اللوائح الانتخابية في الهند.

## معلومات تاريخية
أخبرت لجنة الانتخابات الهندية المحكمة العليا في عام 2009 أنها ترغب في منح خيار لا أحد من المذكورين أعلاه للناخبين في آليات التصويت، إلا أن الحكومة، بصفة عامة، عارضت هذا الخيار.
وقد وعد حزب آم آدمي بطرح قانون «حق الرفض»، ووعد بتوفير بند بإيقاف الانتخابات إذا اختارت الأغلبية خيار «رفض الكل» أثناء التصويت. وقد أقام الحزب حملات للوعي العام حول «حق الرفض» في مواقع بعيدة للغاية مثل كارنتاكا.